# Ролон, Леонардо Габриэль
Леонардо Габриэль Ролон (исп. Leonardo Gabriel Rolón; 19 января 1995, Росарио) — аргентинский футболист, защитник.

## Биография

### Игровая карьера
Леонардо дебютировал за «Велес Сарсфилд» 19 августа 2013 года во встрече с «Олл Бойз». Всего в своём дебютном сезоне он провёл шесть встреч и забил один гол. В следующем сезоне Леонардо стал регулярно появляться на поле, в основном выходя на замены, и принял участие в шестнадцати встречах. Во встрече с «Индепендьенте» он забил гол прямым ударом с углового.
С 2015 года на правах аренды выступал за эквадорский «Эмелек», вместе с которым становился чемпионом страны. В феврале 2024 года, после пребывания в Малайзии, Ролон оказался в Европе. Он подписал контракт с эстонским клубом «Нарва-Транс».
В составе молодёжной сборной Аргентины Леонардо выступил на молодёжном чемпионате Южной Америки 2015, где был игроком ротации состава.

### Личная жизнь
Брат-близнец Леонардо, Макси (1995—2022) — тоже футболист, был нападающим, выступал за такие команды, как «Сантос» и «Арсенал» (Саранди). Братья вместе выступали на молодёжном чемпионате Южной Америки 2015. Есть два сына.

## Достижения
- Чемпион Эквадора (1): 2015.
- Обладатель Суперкубка Аргентины (1): 2013.
- Финалист Суперкубка Эстонии (1): 2024